# Интенсивность звука
Интенсивность звука (сила звука) — скалярная физическая величина, характеризующая мощность, переносимую звуковой волной в направлении распространения. Количественно интенсивность звука равна среднему по времени потоку звуковой энергии через единичную площадку, расположенную перпендикулярно направлению распространения звука:
{\displaystyle I={\frac {1}{T}}\int \limits _{t_{0}}^{t_{0}+T}{\frac {dP(t)}{dS}}dt,}
где t0 — некоторый момент времени, T — время усреднения, dP — поток звуковой энергии (Дж/с), переносимый через площадку dS.
Используется также физическая величина мгновенная интенсивность звука, представляющая собой мгновенное значение потока звуковой энергии через единичную площадку, расположенную перпендикулярно направлению распространения звука:
{\displaystyle I(t)={\frac {dP(t)}{dS}}.}
Единица измерения в Международной системе единиц (СИ) — ватт на квадратный метр (Вт/м2).
Для плоской волны интенсивность звука может быть выражена через амплитуду звукового давления p0 и колебательную скорость v:
{\displaystyle I={p_{0}v \over 2}={v^{2}Z_{S} \over 2}={p_{0}^{2} \over 2Z_{S}},}
где ZS — удельное акустическое сопротивление среды.
Порог слышимости по интенсивности для человека зависит от частоты. Самый тихий звук частотой 1 кГц, который способно услышать ухо, имеет интенсивность порядка 10-12 Вт/м2. Болевой порог человека приблизительно равен 1 Вт/м2. Физиологически доступный для восприятия частотный диапазон: от 16—20 Гц до 15—20 кГц.